# 810.
◄ | 8. stoljeće | 9. stoljeće | 10. stoljeće | ►
◄ | 780-ih | 790-ih | 800-ih | 810-ih | 820-ih | 830-ih | 840-ih | ►
◄◄ | ◄ | 807. | 808. | 809. | 810. | 811. | 812. | 813. | ► | ►►
Astronomija • Književnost • Kršćanstvo • Pravo • Promet

## Događaji
- U al-andaluskom gradu Méridi izbija ustanak protiv omejadske vlasti.
- U današnjoj Irskoj dovršena Knjiga Kellsa (približni datum).
- Sagrađen Hram jaguarovog svećenika u današnjem gvatemalskom Nacionalnom parku Tikal.

## Rođenja
- Anastazije III., protupapa (približni datum)
- Kenneth I. MacAlpin, prvi kralj Škotske
- Focije I., carigradski patrijarh (približni datum)

## Smrti
- Vojnomir, knez Panononske Hrvatske (približni datum)

## Vanjske poveznice
|  | Zajednički poslužitelj ima još gradiva o temi 810. |